# Муцины
Муцины (от лат. mucus — слизь), мукопротеины — семейство высокомолекулярных гликопротеинов, содержащих кислые полисахариды. Имеют гелеобразную консистенцию, продуцируются эпителиальными клетками почти всех животных, включая человека. Муцины — основной компонент, входящий в состав секретов всех слизистых желёз. Некоторые муцины отвечают за регуляцию процессов минерализации у животных, например, формирования раковины у моллюсков и костной ткани у позвоночных.
Известно как минимум 17 генов, отвечающих за синтез муцинов у человека — MUC1, MUC2, MUC3A, MUC3B, MUC4, MUC5AC, MUC5B, MUC6, MUC7, MUC8, MUC12, MUC13, MUC15, MUC16, MUC17, MUC19 и MUC20.
Муцин улитки используется в косметологии как средство для омоложения и увлажнения кожи.